# Aguada (Colombia)
Aguada è un comune della Colombia facente parte del dipartimento di Santander.
L'abitato venne fondato da Manuel Nicolás Roel y Velasco nel 1766.